# Textielindustrie in Aalten

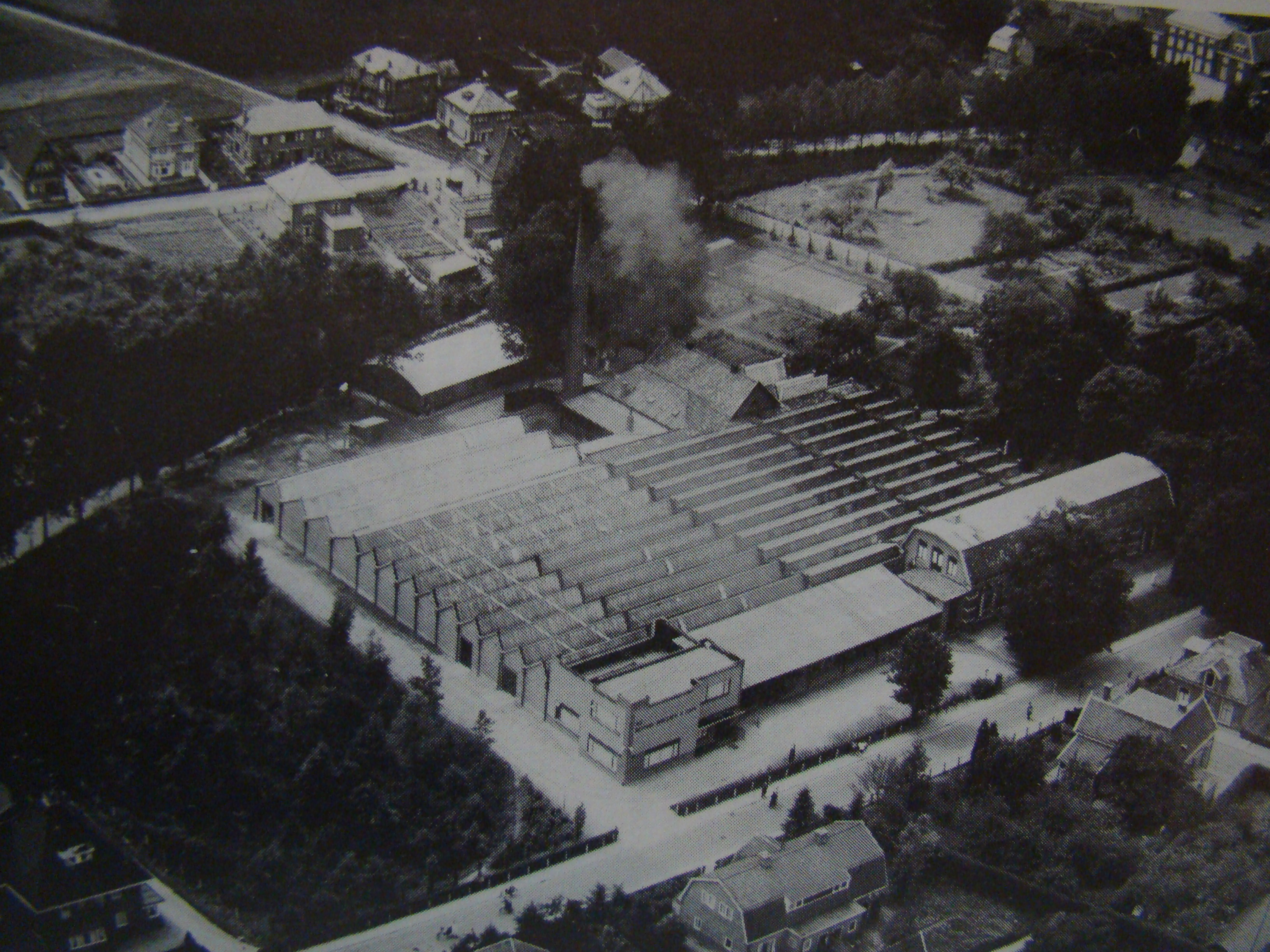
Fabriek aan de Hofstraat

De textielindustrie in Aalten kende haar bloeiperiode aan het begin van de 20e eeuw. Naast de familie Driessen was er onder andere ook Fa. Gebroeders Muller actief.

## Geschiedenis

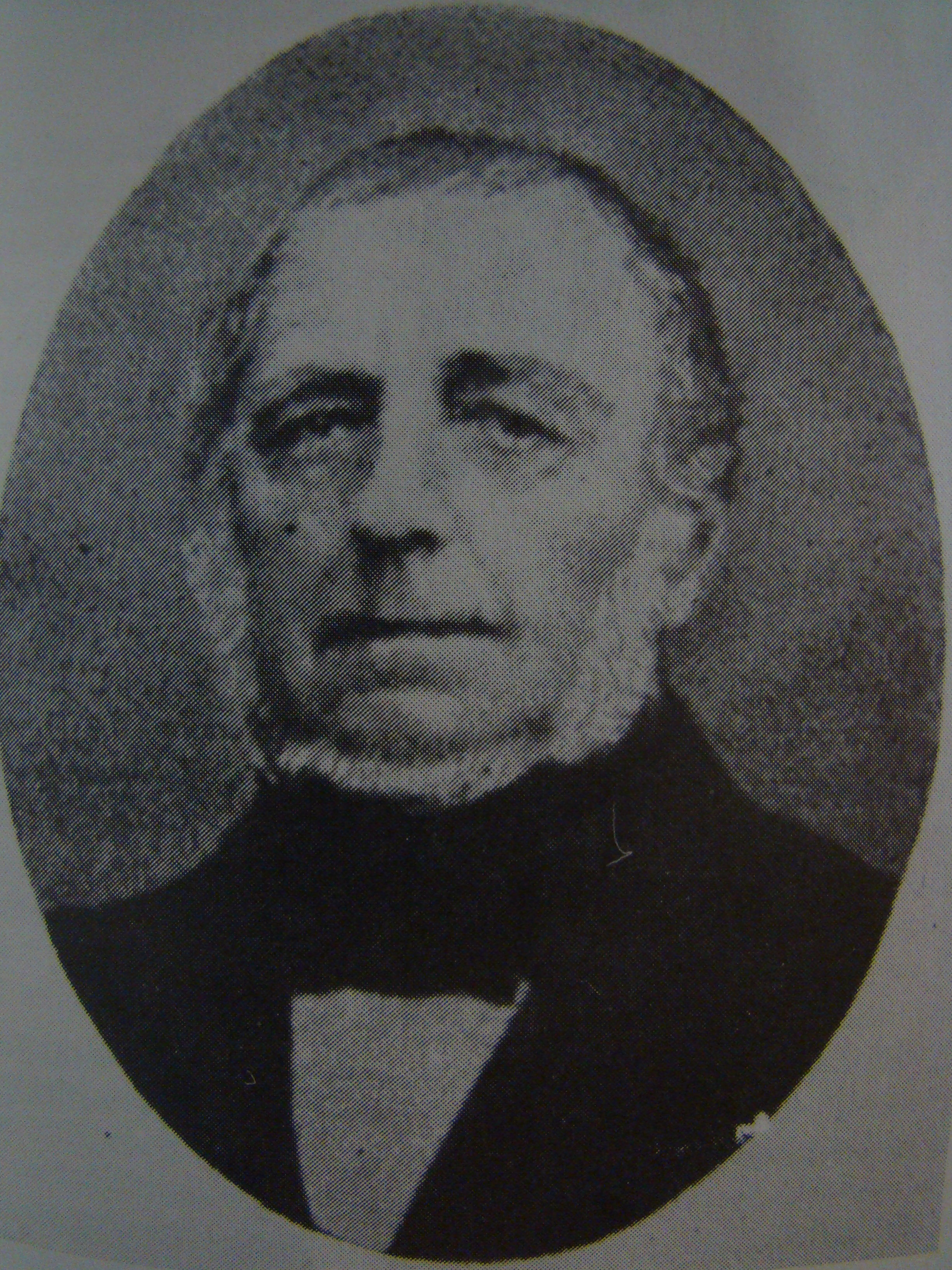
Heinrich Driessen

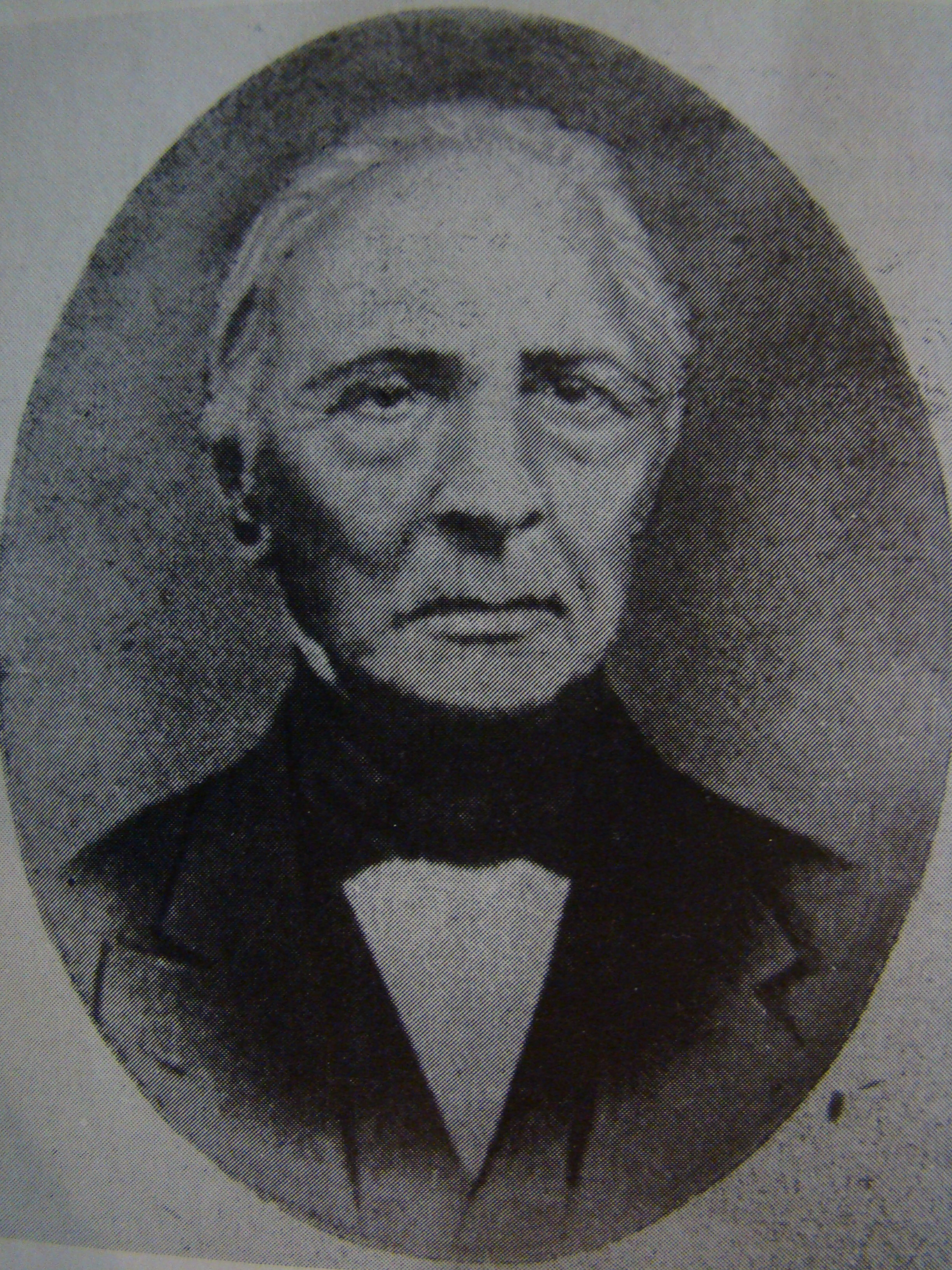
Anton Driessen

### Veursten en Achtersten
De familie Driessen kwam uit Bocholt. In Bocholt was in die tijd een textielindustrie aanwezig die zich met name op Nederlandse afzet richtte. Toen het voordeliger bleek om net over de grens te zetelen, besloten de Driessens "hun grenzen te verleggen". In 1826 richtten Anton en Joseph Driessen dan ook een verzoek aan koning Willem I om in Aalten een textielfabriek te vestigen, wat door Willem I werd ingewilligd. Niet veel later vroeg ook Heinrich Driessen toestemming aan de koning, wat eveneens werd gehonoreerd. Enige voorwaarde was dat het bedrijf zich binnen de bebouwde kom van Aalten zou vestigen.
Heinrich bouwde een handspinnerij aan de Varsseveldseweg en werd door de Aaltenaren "Den veursten Driessen" genoemd. Anton, stichtte een fabriek aan de Dijkstraat en werd "Den achtersten Driessen" genoemd. De textielpionier Thomas Ainsworth stond in contact met de Driessens en was regelmatig in Aalten te vinden. De plannen kwamen echter niet van de grond, waarna Thomas Ainsworth zijn pijlen op Twente richtte. Ainsworth wordt beschouwd als de grondlegger van de katoenindustrie in Twente, hoe anders had de oostelijke Achterhoek er tegenwoordig uitgezien als Driessen overstag was gegaan.

### Stoomtijdperk
In  1856 werden de fabrieken al door stoom aangedreven, waarmee deze landelijk voorop liepen. De fabriek aan de Varsseveldseweg brandde in 1894 af en werd niet meer herbouwd. Eigenaar Heinrich had immers elders nieuwe belangen opgebouwd. Een van zijn zoons had in Leiden een fabriek overgenomen.

### Splitsing
Stoomweverij Driessen, het bedrijf aan de Dijkstraat, dat in eigendom van Anton en Josef was, beleefde in 1884 een splitsing doordat Josefs zoon Herman aan de Hofstraat een nieuwe fabriek stichtte.

### Crisisjaren
In 1925 werd de fabriek nog uitgebreid met een succesvolle confectie-afdeling. Aanvankelijk werkten er zes meisjes, dat liep uiteindelijk op naar een totaal van 110. In 1933 werden tricotagemachines aangeschaft. De weverij werd intussen grondig gemoderniseerd, waarmee het aantal weefgetouwen van 34 naar 200 was gestegen. De Driessens moesten in de crisistijd ook hun fabrieken sluiten, maar zij hadden zich erdoorheen kunnen slaan. Het arme Aalten had echter zwaarder te lijden onder de crisis, waardoor honderden inwoners hun geluk in Amerika zijn gaan beproeven.